# Carne asada
Carne asada là một món thịt bò nướng và thái mỏng, thường là bít tết nhỏ, thăn ngoại bò, thăn phi lê hoặc bít tết sườn. Món ăn thường được ướp và sử dụng kỹ thuật searing để giúp nó có vị khét. Carne asada có thể được phục vụ như một món chính, hoặc cũng có thể kiêm luôn vai trò là thành phần trong các món ăn khác.
Thuật ngữ carne asada dịch theo nghĩa đen là "thịt nướng"; trong tiếng Tây Ban Nha, đồng thời bít tết quay cũng mang tên gọi này. Thuật ngữ carne asada được sử dụng ở Châu Mỹ Latinh nhằm ám chỉ phong cách nướng thịt ở các nước đó. Ở Nam Mỹ, thuật ngữ dùng cho thịt nướng là asado và món này có cách chế biến khác.

## Chế biến
Carne asada có thể được mua từ các chợ thịt đã được chế biến sẵn (preparada, tức là đã ướp sẵn) hoặc không (no preparada) để ướp tại nhà. Thịt có thể được tẩm ướp theo nhiều cách khác nhau, từ đơn giản là xát muối cho đến xát gia vị như chanh, tiêu hay muối tỏi chanh trước khi nướng. Một số công thức cho thêm bia vào nước xốt. Món ăn có thể xắt nhỏ để dễ dàng đưa vào bánh taco và burrito.

## Thành phần trong các món ăn khác
Carne asada có thể được phục vụ như một món chính, nhưng nó cũng thường được cắt nhỏ và sử dụng như một thành phần trong các món ăn khác. Sau đây là những món sử dụng carne asada làm thành phần chính: 
- Alambre
- Burrito
- Carne asada chiên
- Gordita
- Guaraches
- Nachos
- Quesadilla
- Sope
- Taco
- Tortas

## Sự kiện
Ở Mexico, Trung Mỹ và Tây Nam Hoa Kỳ, cụm từ carne asada cũng có thể được sử dụng để mô tả một sự kiện xã hội, tương đương với một buổi tiệc nướng ngoài trời, nơi gia đình và bạn bè thân thiết tụ họp lại với nhau. Carne asada đặc biệt phổ biến ở miền bắc Mexico, nơi món ăn được coi là một loại thực phẩm chính. Đây là món ăn phổ biến nhất được phục vụ trong các bữa tiệc, lễ kỷ niệm và các sự kiện khác ở miền bắc Mexico.

## Hình ảnh

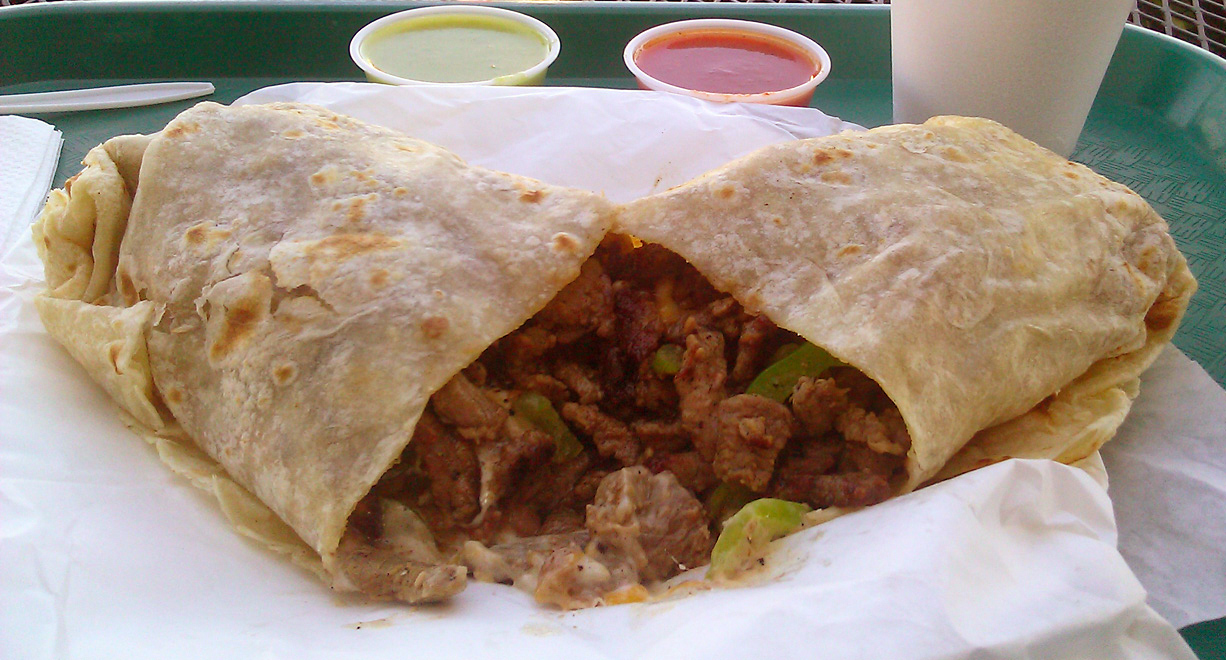
Một chiếc burrito carne asada
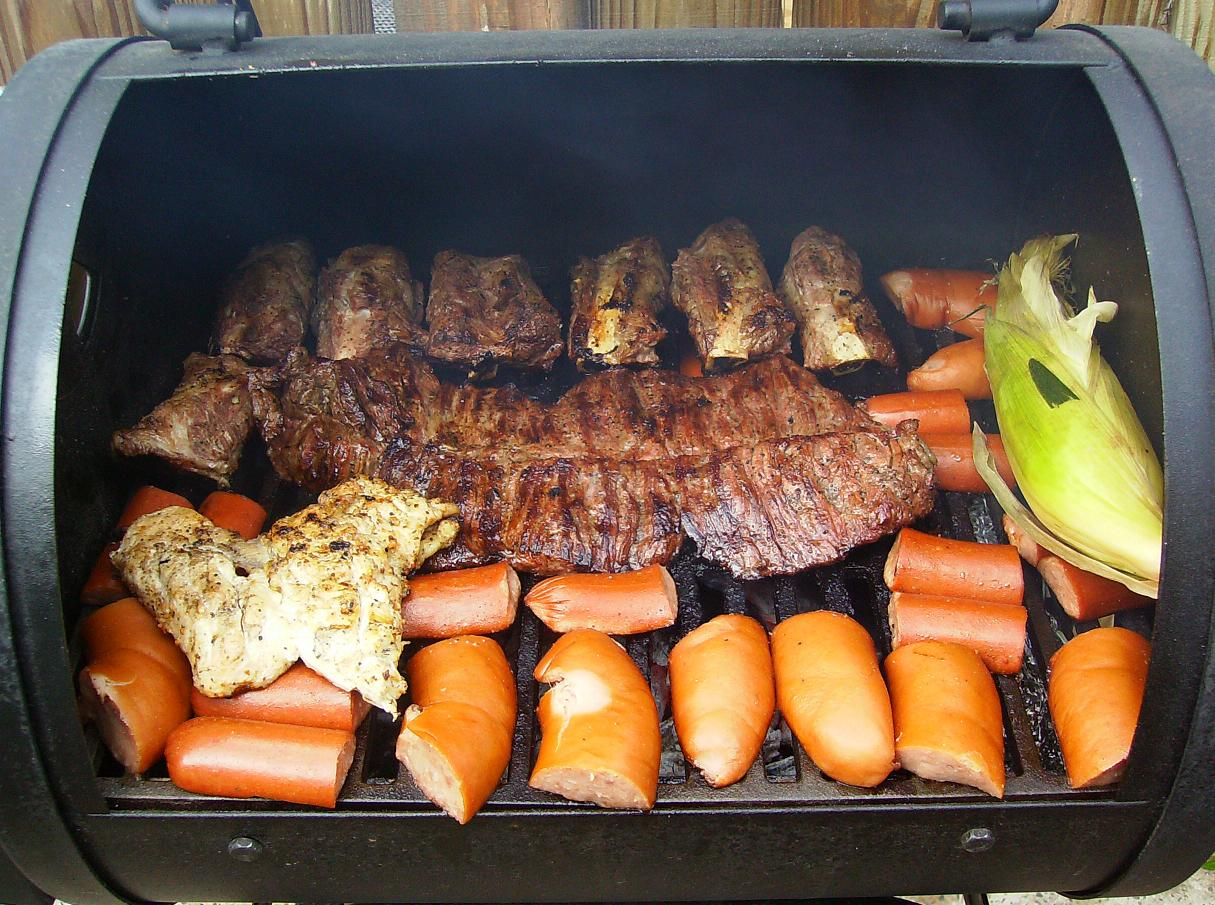
Carne asada ở Laredo, Texas
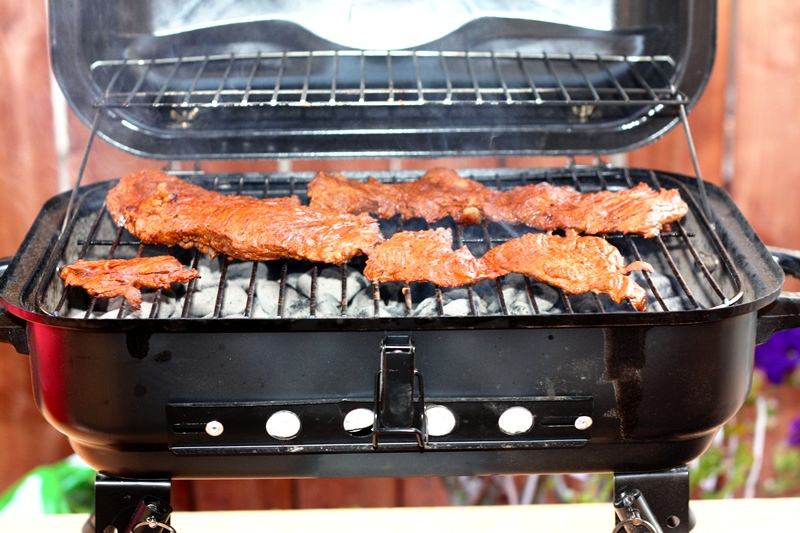
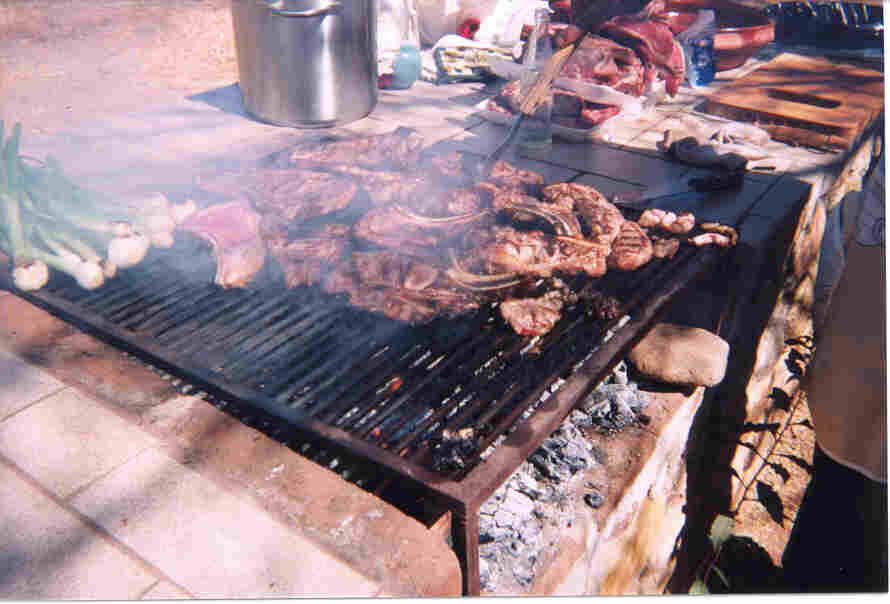
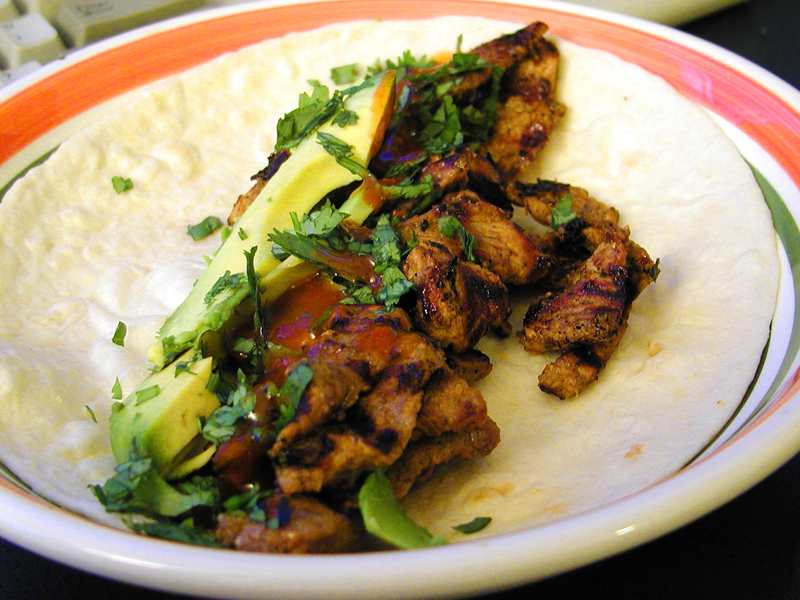
Một cái carne asada taco